# GCB (serie de televisión)
GCB (Golfas, Cursis y Beatas en España) es una serie estadounidense que antes llevaba el nombre de Good Christian Bitches y Good Christian Belles pero debido a unos problemas con organizaciones cristianas decidieron cambiarlos a las siglas; es un drama/comedia que cuenta con las actuaciones de Leslie Bibb, Kristin Chenoweth, Annie Potts, Jennifer Aspen y Miriam Shor en los roles protagónicos.

La fecha de estreno está prevista para el 4 de marzo de 2012.
El 10 de mayo de 2012, la cadena ABC anunció su decisión de no renovar la serie para una segunda temporada.

## Sinopsis
En su juventud, Amanda Vaughn (Leslie Bibb) era la chica más linda y popular del colegio y se traía a todos los chicos detrás de ella, algo que daba mucha envidia al resto de sus compañeras. Sin embargo, el tiempo pasa y 20 años más tarde, poco queda de aquella chica mala. 
Después de una desagradable experiencia con su marido, que ha acabado en un gran escándalo y un inminente divorcio, Amanda y su familia regresan a su ciudad natal y se reencuentra con sus viejas amigas. Ella quiere demostrar que ya no es lo que era y ganarse la confianza de las chicas pero, aunque parece que la reciben con los brazos abiertos, ¿estarán de veras dispuestas a perdonarla o tan sólo buscan venganza por las burlas del pasado?.

## Reparto
| Leslie Bibb
| Amanda Vaughn|-La privilegiada vida de la hermosa Amanda Vaughn llegó a su fin en Santa Barbara. Su infiel esposo, Bill Vaughn, murió recientemente en un accidente automovilístico, sólo para dejar al descubierto que había estafado y robado a miles de personas. Luego de que el gobierno embargue todas sus propiedades, Amanda y sus dos hijos se encuentran en la bancarrota y sin un lugar dónde vivir, y la única alternativa que tienen para sobrevivir será regresar a una ciudad a la que Amanda juró no volver a pisar nunca más: Dallas, Texas. 

| Kristin Chenoweth
| Carlene Cockburn|-Reina del lugar, esta mujer lo tiene todo: belleza, talento musical, fe, valores, dinero y una muy activa vida sexual con su esposo Ripp. Pero las cosas no siempre fueron así para Carlene, por lo que el regreso de Amanda Vaughn a Dallas hará que el perfecto mundo de esta mujer sea sacudido hasta sus cimientos.

| Annie Potts| 
Gigi Stopper|-La fabulosa texana madre de Amada es la matriarca ejemplar de Dallas. Una dama de clase, ama a su familia, un coctel bien preparado, la iglesia y Neiman Marcus (Siempre en ese orden exacto). Está feliz de tener a su hija de regreso junto a sus nietos, siempre y cuando sigan sus reglas y no la llamen “abuelita”, sino siempre Gigi.

| Jennifer Aspen 
| Sharon Peacham |-Antigua reina de belleza con una gran debilidad por el dulce. La vida de Sharon Peacham se basa en cocinar los mejores platos para su esposo y sus hijos. Es una comedora compulsiva, y cada vez que tiene un problema, la mejor solución es comer. El regreso de Amanda traerá consigo muchos malos recuerdos y temores en Sharon, quien luchará para mantener a toda costa a su marido alejado de Amanda.

| Miriam Shor
| Cricket Caruth-Reilly|-Nacida en una de las familias más ricas de Dallas, Cricket es una de las mujeres más poderosas de la ciudad. Desde pequeña su padre siempre le recalcaba que ella era lo suficientemente fuerte como para encargarse del negocio familiar. Durante sus años de la secundaria era parte de las populares, hasta que Amanda Vaughn se interesó por su novio Bill Vaughn. Tiene mucho de qué preocuparse esta súper ejecutiva con el regreso de Amanda a Dallas… 
| Marisol Nichols 
| Heather Cruz|-La exitosa agente de bienes raíces, Heather Cruz, ha marcado cada banco de la ciudad con su rostro, además de ser un ejemplo de superación y trabajo. De orígenes muy pobres, siempre fue la protegida de Amanda, a pesar de tenerle terror. Nunca se ha casado, por lo que necesita conseguir un esposo adinerado pronto si quiere seguir manteniendo sus amistades.

| Brad Beyer 
| Zack Peacham |-Divertido esposo de Sharon, le puso fin a una carrera dentro del fútbol profesional por una lesión, por lo que se convirtió en un exitoso vendedor de autos. Cuando él y Sharon se casaron, eran la pareja de oro del lugar, pero con el tiempo las cosas han cambiado un poco. Con el regreso de su amor secreto de secundaria, Amanda, Zack recordará más de lo debido aquellos días en que todo era perfecto.
| Mark Deklin 
| Blake Reilly|-El esposo de Cricket, increíblemente apuesto,(aunque su esposa sabe muy bien que es gay), llama la atención de cada nuevo lugar al que llega. Está encargado de una importante división dentro de la compañía de Cricket, su familia es máxima prioridad y le encanta pasar los fines de semana en su rancho. Balancear su atípico matrimonio con Cricket y su relación de camaradería con Amanda no será nada fácil. 

| Eric Winter 
| Luke Lourd |-Es el hermano menor de Carlene, y nuevo interés amoroso de Amanda. 

| Laura Irion 
| Laura Vaughn |-Es la hija de Amanda y Bill, Amanda teme que copie sus conductas en la secundaria. 

| Colton Shires
| Will Vaughn |- Es el hijo de Amanda y Bill, Amanda sufre que ya no tenga a su padre. 

| Alix Elizabeth Gitter
| Alexandra Caruth-Reilly |-Es la hija de Cricket y Blake, tiene un romance con Bozeman. 

| Hartley Sawyer 
| Bozeman Peacham |-Es el hijo de Zack y Sharon, tiene un romance con Alexandra y desata un gran conflicto. 

| Mackinlee Waddell 
| McKinney Peacham: |-Es la hija de Zack y Sharon. 

| Jack DePew 
| Landry Cockburn|-Es el hijo de Carlene y Ripp, es descubierto en una sórdida posición viendo una foto de Amanda, por lo cual su madre enfurece. 

| Bruce Boxleitner
| Burl Lourd|-Tío de Carlene y Luke, casado hace muchos años, pero enamorado de Gigi. 

| Greg Vaughan
| Bill Vaughn |-Esposo muerto de Amanda, huye con la mejor amiga de Amanda, con una gran suma de dinero producto de una estafa.

## Ranking
| Temporada | Capítulos | Horario | Transmisiones       | Transmisiones      | Transmisiones | Vista (en millones) |
| Temporada | Capítulos | Horario | Inicio de temporada | Final de temporada | Temporada     | Vista (en millones) |
| --- | --------- | ------- | ------------------- | ------------------ | ------------- | ------------------- |
| 1 Episodios: Piloto:Amanda ya no es la chica pesada de hace 20 años, lo único que desea es tener la oportunidad de un nuevo comienzo. Luego de su escandaloso divorcio tiene que regresar a casa de su madre, Gigi, pero más temprano que tarde se dará cuenta de que la ciudad que la vio crecer no es el mejor lugar para escapar de su pasado. El infierno no tiene furia:Amanda está sumamente preocupada por cómo será la reputación de Laura en la escuela secundaria. Gigi hará un almuerzo en honor a Amanda, tratando de reintroducirla de nuevo a la sociedad de Dallas. Carlene planea vengarse de Amanda, y para sorpresa de ella, Blake y Cricket estarán en desacuerdo con este plan y Sharon estará bastante preocupada por Zach. El amor es paciente:Un seminario en la iglesia hará que Amanda se enfrente a sus propios demonios mientras que Heather fija su mirada en un cliente, y ex nerd de la secundaria, Andrew. Por otro lado, Carlene se meterá en el medio de los matrimonios de Sharon y Cricket para desviarse de su propia insatisfacción matrimonial. Un lobo con piel de cordero: Cuando Carlene se entera de la llegada a Dallas del tío Burl y su esposa Bitsy, Gigi decide organizar una fiesta de bienvenida donde todos tendrán que asistir disfrazados de su personaje favorito de Texas. Mientras tanto, Blake recluta a Amanda, para que haga de consultora para la nueva línea de denim de Cricket y Blake. El fruto prohibido:Con una pequeña ayuda de su nueva conquista, Heather es capaz de contactarse con Sheryl Crow para que cante en la fiesta anual de recaudación de dinero de la Iglesia. Por otro lado, Amanda y Carlene encuentran otra razón para seguir peleando. Poner la otra mejilla:Carlene y Rip deciden renovar sus votos matrimoniales en un evento muy especial. Pero todo toma un giro, y Carlene tendrá que mirar a otro lado cuando su marido le proponga colocar a Amanda como Madrina en lugar de Sharon. El sexo es divino:El Pastor Tudor sorprenderá a todos cuando les diga que se pongan más juguetones. Además Cricket y Blake estarán en búsqueda de un vientre en alquiler, mientras que Amanda consigue un nuevo trabajo y Sharon descubre un mega secreto para bajar de peso. El orgullo viene antes de la caída:Amanda ayuda al Pastor Tudor con el musical anual de la Iglesia pero las cosas no salen como planeadas cuando actitudes como las de la aquellos tiempos de la escuela salgan a relucir. Por otro lado, Sharon intenta abrir un nuevo negocio de comida y le pide a Gigi que la ayude. La costilla de Adam:Amanda recluta al grupo para que la ayuden con una emergencia de cocina. Al mismo tiempo, Heather se encuentra con un atractivo carnicero, Cricket se embarca en un nuevo negocio y Sharon le pedirá ayuda a Zack con su problema de concesionario. Revelación:Carlene y el resto del grupo corren peligro cuando van a Juárez para una ceremonia de inauguración. Por otro lado, las sospechas de Amanda sobre Luke la conducen a un descubrimiento sobre Ripp. | 10        | TBA     | 4 de marzo de 2012  | TBA                | 2012          | TBA                 |

## Producción
El nombre de la serie se cambió a las siglas, debido a problemas con organizaciones cristianas.

Jennifer Aspen va a desempeñar el papel de Sharon Peacham, ella se convirtió en la primera actriz en lanzar al piloto en febrero de 2011

El 1 de marzo de 2011, se anunció que Leslie Bibb había conseguido el papel de Amanda Vaughn en el piloto.

Annie Potts también se unió a la serie como la dominante madre de Amanda. Potts recibió tres pilotos ofertas antes de decidirse por GCB. 

El 4 de marzo de 2011, fecha límite se había anunciado que Miriam Shor se había unido al reparto.

El 10 de marzo de 2011, se anunció que Marisol Nichols también se había unido al elenco.

El 14 de marzo de 2011, se anunció que Kristin Chenoweth había conseguido el papel principal de Carlene Cockburn, la abeja reina. 

El 16 de marzo de 2011, David James Elliott se anunció que el papel de Ripp Cockburn, el marido de Carlene, sería suyo. 

El 13 de mayo de 2011, ABC recogió el piloto de la temporada televisiva 2011-2012. 
Diez episodios se produjeron en la primera temporada.La primera temporada saldrá al aire por primera vez el 4 de marzo de 2012. 

El 1 de diciembre de 2011, se anunció que Sheryl Crow y Sandra Bernhard serán estrellas invitadas en la serie.